# Заречный (Ярославская область)
Заречный — посёлок в Ростовском районе Ярославской области России. Входит в Петровское сельское поселение.

## История
В 1968 г. указом президиума ВС РСФСР поселок при Петровском карьере переименован в Заречный.

## Население
| 2007 | 2010 |
| ---- | ---- |
| 101  | ↘78  |